# Совно (Кошалінський повіт)
Совно (пол. Sowno) — село в Польщі, у гміні Сянув Кошалінського повіту Західнопоморського воєводства.
У 1975-1998 роках село належало до Кошалінського воєводства.